# Adamsbusch
Adamsbusch ist eine Ortslage im Osten der bergischen Großstadt Wuppertal.

## Lage und Beschreibung
Die Ortslage befindet sich auf einer Höhe von 275 m ü. NHN in der Mitte des Wohnquartiers Ehrenberg an der Flanke des gleichnamigen Ehrenbergs im Stadtbezirk Langerfeld-Beyenburg südlich der Bundesautobahn 1.
Benachbarte Ortslagen, Hofschaften und Wohnplätze sind Kattendieck, Starenschloss, Wulfeshohl, Kucksiepen, Vorderer Ehrenberg, Hinterer Ehrenberg, Hebbecke, Öhde, Buschenburg, Beyeröhde und das Ortszentrum Langerfelds.

## Etymologie und Geschichte
Der Name leitet sich von einem Wald (Busch) ab, der einer Familie oder einer Person mit (Vor-)Namen Adam gehörte.
Der Ort ist auf der Preußischen Uraufnahme von 1843 unbeschriftet eingezeichnet, auf dem Wuppertaler Stadtplan von 1930 als Adamsbusch. 
Im 19. Jahrhundert gehörte Adamsbusch zur Landgemeinde Langerfeld im Landkreis Hagen (bis 1887) und dem Kreis Schwelm (ab 1887), die ein eigenes Amt bildete und am 5. August 1922 in die Stadt Barmen, heute Stadtteil von Wuppertal, eingemeindet wurde.